# Grad Bužim
Grad Bužim (tudi grad Čava ali Čavski grad) je bil srednjeveški grad in trdnjava na vzpetini nad krajem Bužim, sedanjim sedežem enako imenovane občine v Bosanski krajini, severno od kraja Otoka ob reki Uni. 

## Zgodovina
V zgodovinskih listinah se grad Čava ali Čavski grad prvič omenja leta 1334, ko se je naselje Bužim imenovalo Čave oziroma Bužim  („In Čave alias Bužim“). Naselje je nastalo  v podnožju srednjeveškega gradu. Stari grad sestavljata dva dela. Notranji starejši del gradu in zunanji dozidan kot trdnjava. Leta 1334 se v  Čavskem gradu  omenja cerkev sv. Klimenta. Po glagoljaškem napisu, ki je bil včasih na vhodu, je bil zunanji grad pozidan koncem 15. stoletja.
Prvi znan bužimski gospodar je bil  Grgur Galles, ki se omenja leta 1336.  Tega leta je ogrsko-hrvaški kralj  Ludovik dal bužimski grad v upravo Grguru Gallesu. Nato je Bužimom upravljal njegov potomec Ivan Čavski. Njegov sin, prav tako Ivan, je skupaj s sinom Nikolo leta 1425 svoj del posesti v Bužimu prodal Ladislavu, Antonu in Ivanu, sinovom Nikole Blagajskega, vnukom grofa Dujma Blagajskega.
V letu 1429  je grad Bužim in pripadajoča posest že v lasti ogrskega kralja in svetorimskega cesarja Sigismunda Luksemburškega, ki ga je tega leta podaril ali zastavil Frideriku II. grofu Celjskemu.   V posesti Celjskih oziroma Ulrika II. je ostal do leta 1456.  Tega leta je ogrski kralj Ladislav grad Bužim dal v zastavo za 12.000 forintov Dori Blagajski, ženi grofa Martina Frankopana. Leta 1463 ogrski kralj Matija Korvin grad podeli grofu Martinu Frankopanu pod pogojem, da mu odstopi  grad Krupo ob Uni in da mu tudi ta grad vrne če bo treba (zaradi vojne s Turki). Po smrti Martina Frankopana leta 1479 je kralj Matija Bužim podelil hrvaškemu plemiču Juraju Mikuličiću, ki ta grad spremeni v svoj sedež. Pod njegovim vodstvom je bila leta 1484 izvršena temeljita rekonstrukcija bužimskega gradu, ki je bil dograjen v trdnjavo.  Zaradi spora in poboja petih sosednjih plemičev Menićev, ki so bili pod zaščito grofov Blagajskih, je bil leta 1488 priveden pred bansko sodišče, nakar se je izselil v Rim in posest Bužim leta  1494 prodal bratu svoje žene grofu Ivanu Kegleviću.  Novi gospodar je opustil svoj dotedanji predikat in začel uporabljati »Bužimski«, ki so ga grofje Keglevići potem nosili štiri stoletja. Ivan Keglević je na Bužimu vladal neomejeno, ni bil podvržen banu ampak direktno kralju. Kralj Vladislav II. mu je leta 1497 podelil še nekaj sosednjih ozemelj, vključujoč gospostvo Kostajnica, ki je do tedaj spadala pod Krupo. 
Naslednik Ivana Keglevića na mestu bužimskega upravitelja je bil njegov mlajši brat Petar Keglević (1478-1554). Bužimski gospod je bil v prvem in drugem desetletju 16. stoletja.  Med letoma 1520 in 1527 je imel funkcijo bana Jajačke banovine, med 1535 do 1538 je bil kapetan Bihaćke kapetanije. Vrhunec njegove politične kariere pa je imel od 1537 do 1542, ko je bil hrvaški ban.  Kot vojak in vojskovodja se je udeležil vseh velikih bitk tistega časa: Krbavske bitke 1493, bitke pri Mohacsu 1526, obrambi Dunaja 1529, ter mnogih drugih. V 16. stoletju je bil na gradu Bužim  poseben grajski kastelan, katerih imena iz listin niso znana.  Zgodovinski viri nam ne poročajo o lastnikih in gospodarjih gradu Bužim po smrti Petra Keglevića leta 1554 do turškega zavzetja leta 1576 .  Po rodbinski tradiciji so imeli predikat »Bužinski« (de Bwsyn) tudi Jelačići. Verjetno bi ta tradicija lahko izvirala od Danijela Jelačića, ki ga med 1532 in 1550 v neki listini najdemo označenega kot »dednega kapitana Buzin kule«, njegov brat pa je bil kastelan v Bihaču. Peter Keglević je v tem času bužimski gospod in kapetan v Bihaču. 

## Obdobje pod Turki
Turki so pod poveljstvom bosanskega sandžak-bega Ferhad paše Sokolovića grad Bužim dokončno zavzeli leta 1576. V starem gradu so zgradili džamijo in v trdnjavi namestili vojaško posadko. Vendar se je grad Bužim s Turki srečal že prej. Leta 1521 se je skupina turških ujetnikov v trdnjavi, ko je bil Keglević odsoten, osvobodila in prevzela trdnjavo.  Grad je ponovno pridobil ban Ivan Torkvat (Karlović).  Leta 1564 je pod poveljstvom Mustafe paše Sokolovića turška vojska uspela zavzeti Bužim. Še istega leta je trdnjavo ponovno vrnil pod oblast Habsburškega cesarja general Ivan Lenković Uz dosta muke, praćen žestokim vojnim okršajem i upotrebom snažne vojne sile, general Ivan Lenković. Dvanajst let kasneje, leta 1576 je Ferhad-paša Sokolović z vojsko 7000 vojakov zavzel trdnjavi Bužim in Cazin.  V mirovnih pogajanjih leta 1577 med Porto in Habsburško monarhijo je cesarjev poslanik David Ungnad  zahteval vračilo zavzetih gradov med njimi  tudi Bužima, kar pa je veliki vezir Mehmed-paša Sokolović zavrnil, češ, da so v gradu že postavili mošejo. Sredi leta 1578 je habsburška vojska je pod vodstvom bana Krištofa Ungnada uspela zavzeti poleg Cazina in Zrina tudi Bužim, vendar le za par mesecev. Od takrat pa vse do 1878 je bil Bužim pod Turki. V naslednjem stoletju je habsburška vojska nekajkrat neuspešno poskušala zavzeti trdnjavo Bužim. Tako je general Karlovca  Ernest Paradajzer leta 1685 zaman poskušal osvojiti trdnjavo, kakor tudi leto kasneje hrvaški ban Nikola Erdedi. V vojni dveh cesarstev od leta 1736 do 1739 je Bužim  leta 1737 napadla vojska hrvaškega bana  Josipa Esterhazija in ga neuspešno oblegala dva tedna. Grad – trdnjava Bužim je opuščena leta 1851.  Leta 1878 Bužim, tako kot celotna Bosna in Hercegovina pripade Avstro-Ogrski.